# فامرین
فامرین روستایی است از توابع شهرستان کمیجان در استان مرکزی قرار دارد.

## جمعیت
طبق سرشماری مرکز آمار ایران، جمعیت فامرین در سال ۱۳۸۵ برابر با ۶۹۰ نفر بوده است. این روستا ۱۷۳ خانوار دارد.

## آثار تاریخی و باستانی
آثار تاریخی تپه دمیر قیه، تپه جنه قلاع و تپه گانلی تپه مربوط به دوره اشکانیان در این روستا واقع است.